# イヴ・サン＝ローラン
イヴ・サン＝ローラン（フランス語: Yves Saint-Laurent 発音例、1936年8月1日 - 2008年6月1日）は、フランス領アルジェリア出身のファッションデザイナー。世界的ファッションブランド「イヴ・サンローラン」の創業者。
20世紀後半のファッション業界をリードし、2002年の引退まで40年にわたり活躍。日本では「モードの帝王」と通称される。

## 来歴

### 生い立ち
1936年8月1日11時15分、フランス領アルジェリアのオランで誕生。フランス人入植者の一族である父は保険会社と映画館のチェーンを経営しており、裕福な家庭に育つ。
1954年9月、18歳の時に家族の元を離れ、フランスのパリ17区へ移住。服飾を専門とする高等教育学校サンディカ・パリクチュール校に入学する。11月、IWS主催のデザインコンクールドレス部門にてカクテルドレスを発表し、最優秀賞を受賞。ドレスの縫製はユーベル・ド・ジバンシィのクチュールで行われた。この時コート部門の1位はシャネルのデザイナーとなるカール・ラガーフェルドであった。
ファッション雑誌「ヴォーグ」の編集長ミシェル・ド・ブリュノフは、イヴのポートフォリオを見て、友人であるクリスチャン・ディオールの新作と同じAラインの線が描かれていることに驚き、すぐさまイヴを彼に紹介した。そして、独創的かつ想像力に富んだイヴのデザインは、ディオールに非常に強い感銘を与えた。

### 抜擢
1955年6月、ファッションブランド「ディオール」に就職。ディオールはイヴの母親に「僕はあなたの息子を立派に成功させるために雇った」と言った。
1957年10月、ディオールは次のコレクションでイヴを連れ出すことを望んだものの、イヴはまだ若かったため、周囲はもう少し待たなければならないと伝えた。しかし、同年にディオールが死去したことにより、21歳という若さでディオールの主任デザイナーを任されることとなった。
1958年1月、イヴはディオールにおける最初のコレクションで「トラペーズ（台形）ライン」と呼ばれる従来に比べてより広くより短く、裾の線がちょうど膝をカバーするくらいのデザインを発表した。
トラペーズラインは熱狂的な絶賛を受けた。新聞は号外を出して「サンローランはパリを救った」「偉大なるディオールの伝統は続く」と見出しを打ち、弱冠21歳で国民的英雄となったイヴを「ディオールの王太子」「オートクチュール界の星の王子さま」と讃えた。その後イヴは、ディオールで5つのコレクションを発表した。
ところが、1960年、イヴはアルジェリア独立戦争で戦っていたフランス軍に徴兵された。ディオールの当時のオーナーであったマルセル・ブサックが右翼であったこともこの徴兵の理由の一つであった。20日後に軍隊内のいじめの影響でストレスを被ったイヴはフランスの精神病院施設に収容され、神経衰弱のために、電気ショック療法を含む精神医学的な治療を受けた。後年、イヴは自身の薬物依存や鬱の起源はこれらの体験にあったと語っている。

### 独立

イヴ・サンローランのブランドロゴ

1961年11月14日、神経衰弱を理由にディオールから解雇されたイヴは、恋人でビジネスパートナーのピエール・ベルジェの協力により自身のオートクチュール（仕立服）メゾン「イヴ・サンローラン（YSL）」を創設し、活動を開始。
1966年、プレタポルテ（既製服）ライン「サンローラン　リヴ・ゴーシュ」を発表し、パリにブティックを開設。
ミューズとしてフランス公爵の娘ルル・ド・ラ・ファレーズを起用した。その他にもアングロ・アイリッシュのモデルベティ・カトルーや、ブラジル系でアメリカ外交官の父とフランスの装飾家の母を持つタリタ・ポル、フランスの代表的な女優のカトリーヌ・ドヌーブがいる。
1967年、ドヌーブの出演映画「昼顔」の衣装もデザインした。ドヌーブは現在でもサンローランの香水や化粧品の広告モデルを担当している。
1970年代後半から1980年代初期までブランドの紹介役を務めたのはイギリスのロンドン社交界の名士であり資産家であったダイアン・キャサリー・ヴァンデッリであり、ヨーロッパのジェット族（余暇を持て余す有閑階級）と上流階級に絶大な人気を得た。
1989年、ファッションブランドとして初めてパリ証券取引所に上場した。
1993年、パリのオートクチュールコレクションにて「金の指ぬき」を意味する「デ・ドール賞」を受賞。2001年には、フランスのジャック・シラク大統領よりレジオンドヌール勲章コマンドゥール（司令官、3等）を授与された。
1999年、プレタポルテラインのリヴ・ゴーシュとビューティーラインのボーテをグッチグループに売却。

### 引退

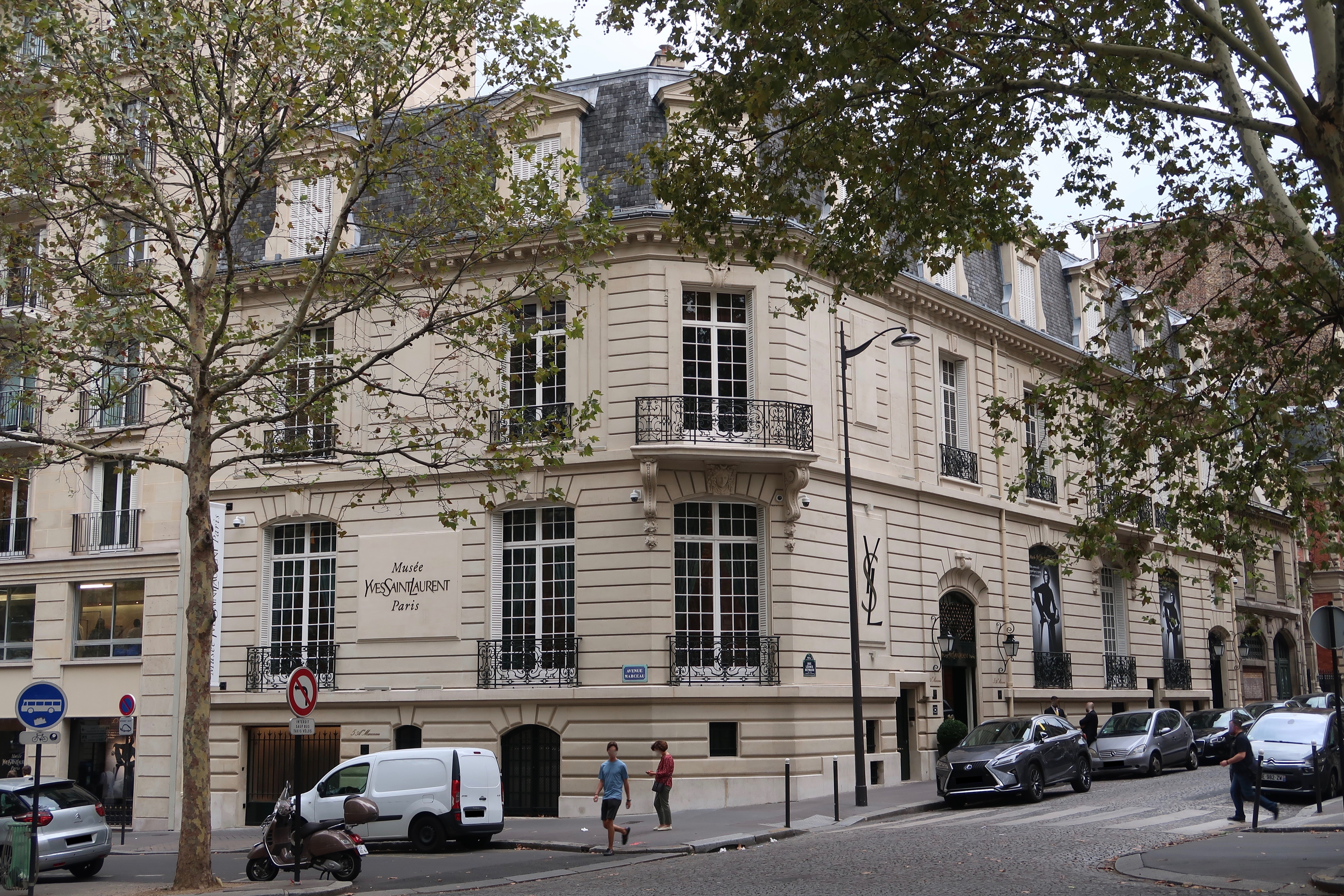

2002年1月22日のパリでのオートクチュールコレクションを最後に引退。その後はモロッコのマラケシュの自宅でほとんどの時間を過ごした。
同年10月31日、パリ16区アベニューマルソーのオートクチュールメゾンが閉店。「彼以上の才能を持つデザイナー後継者を将来にも見つけることは不可能であり、イヴ・サンローランのオートクチュールメゾンは歴史に幕を閉じた」と言われた。
2007年12月6日、ニコラ・サルコジ大統領からレジオン・ド・ヌール勲章グラントフィシエ（大将校、2等）を授与された。
2008年6月1日、享年71歳で癌のため逝去し、6月5日にパリで告別式が行わた。ドヌーブやサルコジ大統領夫妻ら800人が参列し、フランスだけでなく世界中のマスコミで大きく取り上げられた。遺灰は、マラケシュのマジョレル庭園に撒かれた。

## 評価

### 有色人種モデルの起用
生前、親交の深かったナオミ・キャンベルは「彼はファッションの王様だった」と語っている。また、イヴが亡くなった際に「私が彼に『イヴ、私はヴォーグ誌の表紙になれないわ。黒人の女の子を起用しないみたいなの』って言ったら、彼は『僕にまかせておいて』って答えてくれたの」というエピソードを明かしている。実際に後日、ナオミは黒人モデルとして初めて仏版ヴォーグ誌の表紙を飾った。
このことから、「彼はプレタポルテを生みだし、初めてランウェイに有色人種を起用した。私のキャリアにおいて、極めて重要な人物よ。初期の仕事のひとつを与えてくれた人でもあるの」と感謝の言葉を述べている。
ナオミ以外にも初期の黒人スーパーモデル、ムーニアはフランスのラジオ局のインタビューに対し「彼のおかげで、肌の色に対する誇りをもつことができた」とコメント。アフリカ出身のダイヤ・グェイェもイヴの協力によって国際的なキャリアをスタートすることのできたモデルの1人であり、「彼は天才だった。世界全体にとって大きな損失よ。兄というよりも、父のようだったわ」と死を悼んだ。
日本人では1990年代に川原亜矢子を起用し、パリ・コレクション以外にもワールドカップのショーなどに登場させた。ローランの人生を描いたドキュメンタリー映画『イヴ・サンローラン』にも川原は登場している。

## 登場作品
- 『イヴ・サンローラン』 - 2010年公開のフランスのドキュメンタリー映画。
- 『イヴ・サンローラン』 - 2014年公開のフランスの伝記映画。監督ジャリル・レスペール（フランス語版）、主演ピエール・ニネ。
- 『SAINT LAURENT/サンローラン』 - 2014年公開のフランスの伝記映画。監督ベルトラン・ボネロ、主演ギャスパー・ウリエル。